# Клосувко (Поморське воєводство)
Клосувко (пол. Kłosówko) — село в Польщі, у гміні Пшодково Картузького повіту Поморського воєводства.
Населення — 66 осіб (2011).
У 1975—1998 роках село належало до Гданського воєводства.

## Демографія
Демографічна структура станом на 31 березня 2011 року:
|          | Загалом | Допрацездатний вік | Працездатний вік | Постпрацездатний вік |
| -------- | ------- | ------------------ | ---------------- | -------------------- |
| Чоловіки | 32      | 6                  | 22               | 4                    |
| Жінки    | 34      | 7                  | 24               | 3                    |
| Разом    | 66      | 13                 | 46               | 7                    |